# Guntur
Guntur (hindi गुंटूर, trl. Gunṭūr) – miasto w środkowo-wschodnich Indiach, w środkowej części stanu Andhra Pradeś, w dystrykcie Guntur, około 240 km w linii prostej na południowy wschód od tymczasowej stolicy stanu – Hajdarabadu. Jest siedzibą administracyjną dystryktu.
W 2011 było czwartym pod względem liczby ludności miastem w stanie. Zamieszkiwało je 647 508 osób. Mężczyźni stanowili 49,5% populacji, kobiety 50,5%. Umiejętność pisania posiadało 80,40% mieszkańców w przedziale od siedmiu lat wzwyż, przy czym odsetek ten był wyższy u mężczyzn – 85,74%. Wśród kobiet wynosił 75,21%. Dzieci do lat sześciu stanowiły 9,9% ogółu mieszkańców miasta. W strukturze wyznaniowej przeważali hinduiści – 77,91%. Islam deklarowało 18,05%; 3,25% liczyła społeczność chrześcijan, 0,35% dźinistów, 0,03% sikhów, 0,01% buddystów. Około 40% mieszkańców miasta i terenów do niego bezpośrednio przylegających (Out Growth) żyło w slumsach.
Miasto położone jest przy drodze szybkiego ruchu NH-16.
W mieście rozwinął się przemysł włókienniczy oraz spożywczy.